# Ontsnapt
Ontsnapt is de 59ste aflevering van VTM's politieserie Zone Stad. De aflevering werd in Vlaanderen voor het eerst uitgezonden op 12 april 2010.

## Verhaal
Vijf maanden geleden is Mark Vercruyse veroordeeld voor een overval. Hij kan met behulp van 2 kompanen ontsnappen. Nog voor Tom en Fien een spoor vinden in de zaak. wordt Vercruyse vermoord teruggevonden in zijn hotelkamer. Enkele dagen later wordt ook Kenny Van Gorp vermoord teruggevonden. Enkel de derde overvaller van de overval destijds leeft nog. Zal ook hij sterven?

## Gastrollen
- Kurt Van den Driessche - Mark Vercruysse
- Sofie Decleir - Emma Deweerdt
- Reinhilde Decleir - Paula Van Heerden
- Hans Van Cauwenberghe - Dirk Vercruysse
- Peter Bastiaensen - Kenny Van Gorp
- Vicky Florus - moeder Huybrechs (Niet geregistreerd)
- Luc Meitre - gemeentearbeider (Niet geregistreerd)
- Anneke Decavele -verpleegster (Niet geregistreerd)
- Michel Bauwens - eigenaar autokerkhof (Niet geregistreerd)
- Lonis Mouhouvbi - Davy Huybrechts (Niet geregistreerd)
- Pascal van Nuffel - Bruyninckx (Niet geregistreerd)